# 西葛飾郡
- 令制国一覧 > 東海道 > 下総国 > 西葛飾郡
- 日本 > 関東地方 > 茨城県 > 西葛飾郡

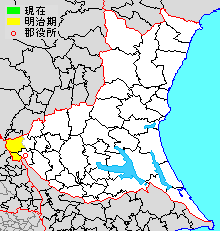
茨城県西葛飾郡の範囲

西葛飾郡（にしかつしかぐん）は、茨城県にあった郡。

## 郡域
1878年に行政区画として発足した当時の郡域は、概ね以下の区域にあたる。
- 茨城県古河市の一部（葛生、柳橋、稲宮、上大野以西） - 旧三和町域を除いた旧古河市及び旧総和町域に相当。
- 茨城県猿島郡五霞町の大部分（山王、江川の各一部を除く） - 千葉県東葛飾郡関宿向河岸、関宿向下河岸および関宿江戸町、関宿内町の一部だが、五霞町の大字名としては現存しない。
- 埼玉県加須市の一部（伊賀袋） - 旧立崎村の一部も編入されているが、加須市の大字名としては現存しない。

## 歴史

### 郡発足までの沿革
- 「旧高旧領取調帳」に記載されている明治初年時点での、葛飾郡のうち後の当郡域の支配は以下の通り。●は村内に寺社領が、○は寺社除地（領主から年貢免除の特権を与えられた土地）が存在。下記の他、鳥喰村、坂間村、○中田宿（中田町）、江川村が記載されているが、支配者不明となっている。（2町48村）

| 知行         | 知行                               | 村数    | 村名 |
| ------------ | ---------------------------------- | ------- | --- |
| 幕府領       | 幕府領                             | 6村     | ●磯部村、釈迦村、●前林村、上砂井村、砂井新田、大山村 |
| 幕府領       | 旗本領                             | 1村     | 葛生村 |
| 藩領         | 下総古河藩                         | 2町22村 | ●○古河町、原町、悪戸新田、西牛谷村、東牛谷村、小堤村、上大野村、稲宮村、関戸村、●下大野村、女沼村、上辺見村、大堤村、長谷村、立崎村、伊賀袋村、新久田村、牧野地村、鴻巣村、駒ヶ崎村、中田新田、茶屋新田、○下辺見村、駒羽根村 |
| 藩領         | 下総関宿藩                         | 13村    | ●水海村、久能村、高野村、川妻村、●小手指村、●大福田村、小福田村、●冬木村、新幸谷村、主税新田、●元栗橋村、●山王村、幸館新田                                                                                                   |
| 幕府領・藩領 | 幕府領・旗本領・関宿藩・下野壬生藩 | 1村     | ●柳橋村 |
| その他       | 寺社領                             | 2村     | 幸館村、山王山村（山王村と誤記） |

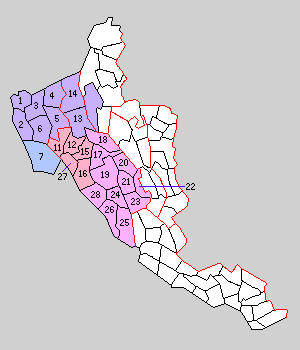
1.古河町 2.新郷村 3.勝鹿村 4.岡郷村 5.桜井村 6.香取村 7.五霞村（紫：古河市 青：五霞町 11 - 28は猿島郡）

- 慶応4年8月4日（1868年9月19日） - 幕府領・旗本領が下総知県事の管轄となる。
- 明治2年1月13日（1869年2月23日） - 下総知県事の管轄地域に葛飾県を設置。
- 明治4年
  - 7月14日（1871年8月29日） - 廃藩置県により、藩領が古河県、関宿県、壬生県の管轄となる。
  - 11月14日（1871年12月25日） - 第1次府県統合により、全域が印旛県の管轄となる。
- 明治6年（1873年）6月15日 - 千葉県の管轄となる。
- 明治8年（1875年）5月7日 - 新治県廃止に伴う茨城県・千葉県の再編に合わせて、千葉県管下の下総国のうち利根川以北の区域が茨城県に移管。葛飾郡も分割され、利根川および旧利根川（現中川、権現堂川）以北の区域が茨城県の所属となる。

### 郡発足後の沿革
- 明治11年（1878年）12月2日 - 郡区町村編制法の茨城県での施行により、茨城県管下の下総国葛飾郡の区域に行政区画としての西葛飾郡が発足。「猿島西葛飾郡役所」が猿島郡境町に設置され、同郡および猿島郡とともに管轄。
- 明治14年（1881年）- 幸館新田・主税新田が合併して幸主村となる。（2町47村）
- 明治22年（1889年）
  - 3月31日 - 下記の町村の統合が行われる。特記以外は現・古河市。（1町6村）
    - 古河町 ← 古河町、原町、悪土新田
    - 新郷村 ← 中田町、中田新田、大山村、茶屋新田、坂間村、鳥喰村、新久田村、駒ヶ崎村、鴻巣村、牧野地村、長谷村（現・古河市）、立崎村（現・古河市、埼玉県加須市）、伊賀袋村（現・埼玉県加須市）
    - 勝鹿村 ← 上辺見村、下辺見村、大堤村、女沼村、西牛谷村、東牛谷村
    - 岡郷村 ← 小堤村、上大野村、関戸村、稲宮村
    - 桜井村 ← 下大野村、柳橋村、久能村、葛生村、高野村
    - 香取村 ← 釈迦村、駒羽根村、磯部村、上砂井村、砂井新田、前林村、水海村
    - 五霞村 ← 元栗橋村、幸主村、山王山村、山王村、江川村、冬木村、新幸谷村、川妻村、小手指村、大福田村、小福田村（現・猿島郡五霞町）

  - 4月1日 - 上記1町6村が町村制を施行。
- 明治28年（1895年）- 千葉県東葛飾郡関宿町のうち権現堂川以北（関宿江戸町の一部）が五霞村に編入。
- 明治29年（1896年）4月1日 - 郡制の施行にため、「猿島西葛飾郡役所」の管轄区域をもって、改めて猿島郡が発足。同日西葛飾郡廃止。

### 変遷表
| 明治22年以前 | 明治22年4月1日 | 明治22年 - 大正15年           | 昭和元年 - 昭和39年                       | 昭和元年 - 昭和39年                    | 昭和40年 - 昭和64年 | 平成元年 - 現在              | 現在          |
| ------------ | -------------- | ----------------------------- | ----------------------------------------- | -------------------------------------- | ------------------- | ---------------------------- | ------------- |
| 伊賀袋村     | 新郷村         | 明治29年3月29日 猿島郡 新郷村 | 昭和7年7月1日 埼玉県北埼玉郡 川辺村に編入 | 昭和30年4月1日 北埼玉郡 北川辺村の一部 | 昭和46年4月1日 町制 | 平成22年3月23日 加須市の一部 | 加須市        |
| 立崎村       | 新郷村         | 明治29年3月29日 猿島郡 新郷村 | 猿島郡 新郷村                             | 昭和30年3月15日 古河市に編入           | 古河市              | 平成17年9月12日 古河市の一部 | 古河市        |
| 中田町       | 新郷村         | 明治29年3月29日 猿島郡 新郷村 | 猿島郡 新郷村                             | 昭和30年3月15日 古河市に編入           | 古河市              | 平成17年9月12日 古河市の一部 | 古河市        |
| 中田新田     | 新郷村         | 明治29年3月29日 猿島郡 新郷村 | 猿島郡 新郷村                             | 昭和30年3月15日 古河市に編入           | 古河市              | 平成17年9月12日 古河市の一部 | 古河市        |
| 新久田村     | 新郷村         | 明治29年3月29日 猿島郡 新郷村 | 猿島郡 新郷村                             | 昭和30年3月15日 古河市に編入           | 古河市              | 平成17年9月12日 古河市の一部 | 古河市        |
| 鴻巣村       | 新郷村         | 明治29年3月29日 猿島郡 新郷村 | 猿島郡 新郷村                             | 昭和30年3月15日 古河市に編入           | 古河市              | 平成17年9月12日 古河市の一部 | 古河市        |
| 駒ヶ崎村     | 新郷村         | 明治29年3月29日 猿島郡 新郷村 | 猿島郡 新郷村                             | 昭和30年3月15日 古河市に編入           | 古河市              | 平成17年9月12日 古河市の一部 | 古河市        |
| 長谷村       | 新郷村         | 明治29年3月29日 猿島郡 新郷村 | 猿島郡 新郷村                             | 昭和30年3月15日 古河市に編入           | 古河市              | 平成17年9月12日 古河市の一部 | 古河市        |
| 牧野地村     | 新郷村         | 明治29年3月29日 猿島郡 新郷村 | 猿島郡 新郷村                             | 昭和30年3月15日 古河市に編入           | 古河市              | 平成17年9月12日 古河市の一部 | 古河市        |
| 鳥喰村       | 新郷村         | 明治29年3月29日 猿島郡 新郷村 | 猿島郡 新郷村                             | 昭和30年3月15日 古河市に編入           | 古河市              | 平成17年9月12日 古河市の一部 | 古河市        |
| 茶屋新田     | 新郷村         | 明治29年3月29日 猿島郡 新郷村 | 猿島郡 新郷村                             | 昭和30年3月15日 古河市に編入           | 古河市              | 平成17年9月12日 古河市の一部 | 古河市        |
| 坂間村       | 新郷村         | 明治29年3月29日 猿島郡 新郷村 | 猿島郡 新郷村                             | 昭和30年3月15日 古河市に編入           | 古河市              | 平成17年9月12日 古河市の一部 | 古河市        |
| 大山村       | 新郷村         | 明治29年3月29日 猿島郡 新郷村 | 猿島郡 新郷村                             | 昭和30年3月15日 古河市に編入           | 古河市              | 平成17年9月12日 古河市の一部 | 古河市        |
| 古河町       | 古河町         | 明治29年3月29日 猿島郡 古河町 | 昭和25年8月1日 市制                       | 昭和25年8月1日 市制                    | 古河市              | 平成17年9月12日 古河市の一部 | 古河市        |
| 原町         | 古河町         | 明治29年3月29日 猿島郡 古河町 | 昭和25年8月1日 市制                       | 昭和25年8月1日 市制                    | 古河市              | 平成17年9月12日 古河市の一部 | 古河市        |
| 悪土新田     | 古河町         | 明治29年3月29日 猿島郡 古河町 | 昭和25年8月1日 市制                       | 昭和25年8月1日 市制                    | 古河市              | 平成17年9月12日 古河市の一部 | 古河市        |
| 上辺見村     | 勝鹿村         | 明治29年3月29日 猿島郡 勝鹿村 | 昭和30年3月16日 猿島郡 総和村             | 昭和30年3月16日 猿島郡 総和村          | 昭和43年1月1日 町制 | 平成17年9月12日 古河市の一部 | 古河市        |
| 下辺見村     | 勝鹿村         | 明治29年3月29日 猿島郡 勝鹿村 | 昭和30年3月16日 猿島郡 総和村             | 昭和30年3月16日 猿島郡 総和村          | 昭和43年1月1日 町制 | 平成17年9月12日 古河市の一部 | 古河市        |
| 大堤村       | 勝鹿村         | 明治29年3月29日 猿島郡 勝鹿村 | 昭和30年3月16日 猿島郡 総和村             | 昭和30年3月16日 猿島郡 総和村          | 昭和43年1月1日 町制 | 平成17年9月12日 古河市の一部 | 古河市        |
| 女沼村       | 勝鹿村         | 明治29年3月29日 猿島郡 勝鹿村 | 昭和30年3月16日 猿島郡 総和村             | 昭和30年3月16日 猿島郡 総和村          | 昭和43年1月1日 町制 | 平成17年9月12日 古河市の一部 | 古河市        |
| 西牛谷村     | 勝鹿村         | 明治29年3月29日 猿島郡 勝鹿村 | 昭和30年3月16日 猿島郡 総和村             | 昭和30年3月16日 猿島郡 総和村          | 昭和43年1月1日 町制 | 平成17年9月12日 古河市の一部 | 古河市        |
| 東牛谷村     | 勝鹿村         | 明治29年3月29日 猿島郡 勝鹿村 | 昭和30年3月16日 猿島郡 総和村             | 昭和30年3月16日 猿島郡 総和村          | 昭和43年1月1日 町制 | 平成17年9月12日 古河市の一部 | 古河市        |
| 釈迦村       | 香取村         | 明治29年3月29日 猿島郡 香取村 | 昭和30年3月16日 猿島郡 総和村             | 昭和30年3月16日 猿島郡 総和村          | 昭和43年1月1日 町制 | 平成17年9月12日 古河市の一部 | 古河市        |
| 駒羽根村     | 香取村         | 明治29年3月29日 猿島郡 香取村 | 昭和30年3月16日 猿島郡 総和村             | 昭和30年3月16日 猿島郡 総和村          | 昭和43年1月1日 町制 | 平成17年9月12日 古河市の一部 | 古河市        |
| 磯部村       | 香取村         | 明治29年3月29日 猿島郡 香取村 | 昭和30年3月16日 猿島郡 総和村             | 昭和30年3月16日 猿島郡 総和村          | 昭和43年1月1日 町制 | 平成17年9月12日 古河市の一部 | 古河市        |
| 上砂井村     | 香取村         | 明治29年3月29日 猿島郡 香取村 | 昭和30年3月16日 猿島郡 総和村             | 昭和30年3月16日 猿島郡 総和村          | 昭和43年1月1日 町制 | 平成17年9月12日 古河市の一部 | 古河市        |
| 砂井新田     | 香取村         | 明治29年3月29日 猿島郡 香取村 | 昭和30年3月16日 猿島郡 総和村             | 昭和30年3月16日 猿島郡 総和村          | 昭和43年1月1日 町制 | 平成17年9月12日 古河市の一部 | 古河市        |
| 前林村       | 香取村         | 明治29年3月29日 猿島郡 香取村 | 昭和30年3月16日 猿島郡 総和村             | 昭和30年3月16日 猿島郡 総和村          | 昭和43年1月1日 町制 | 平成17年9月12日 古河市の一部 | 古河市        |
| 水海村       | 香取村         | 明治29年3月29日 猿島郡 香取村 | 昭和30年3月16日 猿島郡 総和村             | 昭和30年3月16日 猿島郡 総和村          | 昭和43年1月1日 町制 | 平成17年9月12日 古河市の一部 | 古河市        |
| 稲宮村       | 岡郷村         | 明治29年3月29日 猿島郡 岡郷村 | 昭和30年3月16日 猿島郡 総和村             | 昭和30年3月16日 猿島郡 総和村          | 昭和43年1月1日 町制 | 平成17年9月12日 古河市の一部 | 古河市        |
| 小堤村       | 岡郷村         | 明治29年3月29日 猿島郡 岡郷村 | 昭和30年3月16日 猿島郡 総和村             | 昭和30年3月16日 猿島郡 総和村          | 昭和43年1月1日 町制 | 平成17年9月12日 古河市の一部 | 古河市        |
| 関戸村       | 岡郷村         | 明治29年3月29日 猿島郡 岡郷村 | 昭和30年3月16日 猿島郡 総和村             | 昭和30年3月16日 猿島郡 総和村          | 昭和43年1月1日 町制 | 平成17年9月12日 古河市の一部 | 古河市        |
| 上大野村     | 岡郷村         | 明治29年3月29日 猿島郡 岡郷村 | 昭和30年3月16日 猿島郡 総和村             | 昭和30年3月16日 猿島郡 総和村          | 昭和43年1月1日 町制 | 平成17年9月12日 古河市の一部 | 古河市        |
| 下大野村     | 桜井村         | 明治29年3月29日 猿島郡 桜井村 | 昭和30年3月16日 猿島郡 総和村             | 昭和30年3月16日 猿島郡 総和村          | 昭和43年1月1日 町制 | 平成17年9月12日 古河市の一部 | 古河市        |
| 柳橋村       | 桜井村         | 明治29年3月29日 猿島郡 桜井村 | 昭和30年3月16日 猿島郡 総和村             | 昭和30年3月16日 猿島郡 総和村          | 昭和43年1月1日 町制 | 平成17年9月12日 古河市の一部 | 古河市        |
| 久能村       | 桜井村         | 明治29年3月29日 猿島郡 桜井村 | 昭和30年3月16日 猿島郡 総和村             | 昭和30年3月16日 猿島郡 総和村          | 昭和43年1月1日 町制 | 平成17年9月12日 古河市の一部 | 古河市        |
| 葛生村       | 桜井村         | 明治29年3月29日 猿島郡 桜井村 | 昭和30年3月16日 猿島郡 総和村             | 昭和30年3月16日 猿島郡 総和村          | 昭和43年1月1日 町制 | 平成17年9月12日 古河市の一部 | 古河市        |
| 高野村       | 桜井村         | 明治29年3月29日 猿島郡 桜井村 | 昭和30年3月16日 猿島郡 総和村             | 昭和30年3月16日 猿島郡 総和村          | 昭和43年1月1日 町制 | 平成17年9月12日 古河市の一部 | 古河市        |
| 元栗橋村     | 五霞村         | 明治29年3月29日 猿島郡 五霞村 | 猿島郡 五霞村                             | 猿島郡 五霞村                          | 猿島郡 五霞村       | 平成8年6月1日 町制           | 猿島郡 五霞町 |
| 幸主村       | 五霞村         | 明治29年3月29日 猿島郡 五霞村 | 猿島郡 五霞村                             | 猿島郡 五霞村                          | 猿島郡 五霞村       | 平成8年6月1日 町制           | 猿島郡 五霞町 |
| 山王山村     | 五霞村         | 明治29年3月29日 猿島郡 五霞村 | 猿島郡 五霞村                             | 猿島郡 五霞村                          | 猿島郡 五霞村       | 平成8年6月1日 町制           | 猿島郡 五霞町 |
| 山王村       | 五霞村         | 明治29年3月29日 猿島郡 五霞村 | 猿島郡 五霞村                             | 猿島郡 五霞村                          | 猿島郡 五霞村       | 平成8年6月1日 町制           | 猿島郡 五霞町 |
| 江川村       | 五霞村         | 明治29年3月29日 猿島郡 五霞村 | 猿島郡 五霞村                             | 猿島郡 五霞村                          | 猿島郡 五霞村       | 平成8年6月1日 町制           | 猿島郡 五霞町 |
| 冬木村       | 五霞村         | 明治29年3月29日 猿島郡 五霞村 | 猿島郡 五霞村                             | 猿島郡 五霞村                          | 猿島郡 五霞村       | 平成8年6月1日 町制           | 猿島郡 五霞町 |
| 新幸谷村     | 五霞村         | 明治29年3月29日 猿島郡 五霞村 | 猿島郡 五霞村                             | 猿島郡 五霞村                          | 猿島郡 五霞村       | 平成8年6月1日 町制           | 猿島郡 五霞町 |
| 川妻村       | 五霞村         | 明治29年3月29日 猿島郡 五霞村 | 猿島郡 五霞村                             | 猿島郡 五霞村                          | 猿島郡 五霞村       | 平成8年6月1日 町制           | 猿島郡 五霞町 |
| 小手指村     | 五霞村         | 明治29年3月29日 猿島郡 五霞村 | 猿島郡 五霞村                             | 猿島郡 五霞村                          | 猿島郡 五霞村       | 平成8年6月1日 町制           | 猿島郡 五霞町 |
| 大福田村     | 五霞村         | 明治29年3月29日 猿島郡 五霞村 | 猿島郡 五霞村                             | 猿島郡 五霞村                          | 猿島郡 五霞村       | 平成8年6月1日 町制           | 猿島郡 五霞町 |
| 小福田村     | 五霞村         | 明治29年3月29日 猿島郡 五霞村 | 猿島郡 五霞村                             | 猿島郡 五霞村                          | 猿島郡 五霞村       | 平成8年6月1日 町制           | 猿島郡 五霞町 |

## 行政
猿島・西葛飾郡長
| 代 | 氏名 | 就任年月日                | 退任年月日                | 備考                             |
| -- | ---- | ------------------------- | ------------------------- | -------------------------------- |
| 1  |      | 明治11年（1878年）12月2日 |                           |                                  |
|    |      |                           | 明治29年（1896年）3月31日 | 猿島郡との合併により西葛飾郡廃止 |